# Liste der Kulturdenkmäler in Ötzingen
In der Liste der Kulturdenkmäler in Ötzingen sind alle Kulturdenkmäler der rheinland-pfälzischen Ortsgemeinde Ötzingen aufgeführt. Grundlage ist die Denkmalliste des Landes Rheinland-Pfalz (Stand: 21. Dezember 2021).

## Einzeldenkmäler
| Bezeichnung    | Lage                                                         | Baujahr         | Beschreibung                                                   | Bild                           |
| -------------- | ------------------------------------------------------------ | --------------- | -------------------------------------------------------------- | ------------------------------ |
| Kapelle        | Malbergstraße Lage                                           | 18. Jahrhundert | Fachwerkkapelle, wohl aus dem 18. Jahrhundert                  | weitere Bilder Fotos hochladen |
| Kapelle        | Oberdorfstraße Lage                                          |                 | Fachwerkkapelle, transloziert, einzelne Hölzer wiederverwendet | weitere Bilder Fotos hochladen |
| Wegekreuz      | nordöstlich des Ortes am Waldrand; Distrikt Breitenberg Lage | 1856            | Balkenkreuz, bezeichnet 1856                                   | weitere Bilder Fotos hochladen |
| Friedhofskreuz | westlich des Ortes auf dem Friedhof Lage                     | 1732            | Balkenkreuz, bezeichnet 1732                                   | Fotos hochladen                |